# Quintus Fabius Labeo
Quintus Fabius Labeo, est un homme politique romain du IIIe siècle av. J.-C. et IIe siècle av. J.-C.
En 189 av. J.-C., il accède à la fonction de préteur. Commandant de la flotte romaine en Crète, il utilise sa position et ses fonctions dans l'optique d'accroître son pouvoir personnel.
L'année suivante, en 188 av. J.-C., il obtient cinquante navires de guerre livrés par Antiochos III à la suite de la signature de la paix d'Apamée. En remerciement, il fait une offrande à Apollon au sanctuaire de Délos.
En 183 av. J.-C., il est élu consul et exerce son mandat avec Marcus Claudius Marcellus. En tant que proconsul, il administre les Liguriens.
Trois ans plus tard, en 180 av. J.-C., il devient pontife.

### Sources antiques
- Tite Live, Histoire romaine, livre 37, chapitres 47, 50, 60 ; livre 38, chapitre 39, 42 et 47.

### Études
- (de) Friedrich Münzer, « Fabius 91 », dans Paulys Realencyclopädie der classischen Altertumswissenschaft, Stuttgart, 1909 (lire en ligne), vol.Band VI,2, col. 1773–1775.
- (en) William Smith, « Quintus Fabius Labeo », dans Dictionary of Greek and Roman Biography and Mythology, 1870 (lire en ligne).